# Rudersdal Kro
Rudersdal Kro var en kro på Kongevejen ved Rudersdalvej, i dag Kongevejen 418 i Holte.
Kroen blev oprindeligt bygget som stald i 1661, hvor hoffet kunne skifte heste på rejser mellem København og Frederiksborg Slot i Hillerød ad Kongevejen, som blev anlagt i 1584. Navnet var Rude Stald, hvilket med tiden blev forvansket til Rudersdal. Kroen højt beliggende på Rudersdal Bakke var altså ikke opkaldt efter en dal. Ruder henviser til rydning, ligesom endelsen -rød i de lokale landsbyer Øverød og Søllerød.
Kroen blev kongeligt privilegeret i 1735. Den lukkede i 1989.
Kroen har lagt navn til Rudersdal Kommune, der opstod ved Kommunalreformen i 2007.